# مایکل پارک
مایکل پارک (انگلیسی: Michael Park؛ زادهٔ ۲۰ ژوئیهٔ ۱۹۶۸) بازیگر اهل ایالات متحده آمریکا است. پارک در کاناندی گوا به دنیا آمد، اما یک سال از دوران کودکی خود را در پیتسبرگ سپری کرد.
از فیلم‌ها یا مجموعه‌های تلویزیونی که وی در آن‌ها نقش داشته‌است، می‌توان به شکارچی ذهن، همان‌طور که جهان می‌چرخد و ایون هنسن عزیز اشاره نمود.